# Tỷ số M/B
Tỷ số M/B giữa giá thị trường (Market value) và giá trị sổ sách (Book value). Ý nghĩa của giá trị sổ sách chính là số tiền thực sự được đưa vào hoạt động sản xuất kinh doanh tạo ra lợi nhuận của doanh nghiệp và giá trị gia tăng cho nền kinh tế; ý nghĩa của giá thị trường là mức độ kỳ vọng của công chúng vào khả năng tạo ra tiền trong tương lai của doanh nghiệp; và tỷ số M/B thể hiện lợi nhuận mà một đồng tiền thực tạo sẽ phải gánh cho M/B đồng kỳ vọng.